# Sebastian Schlemmer

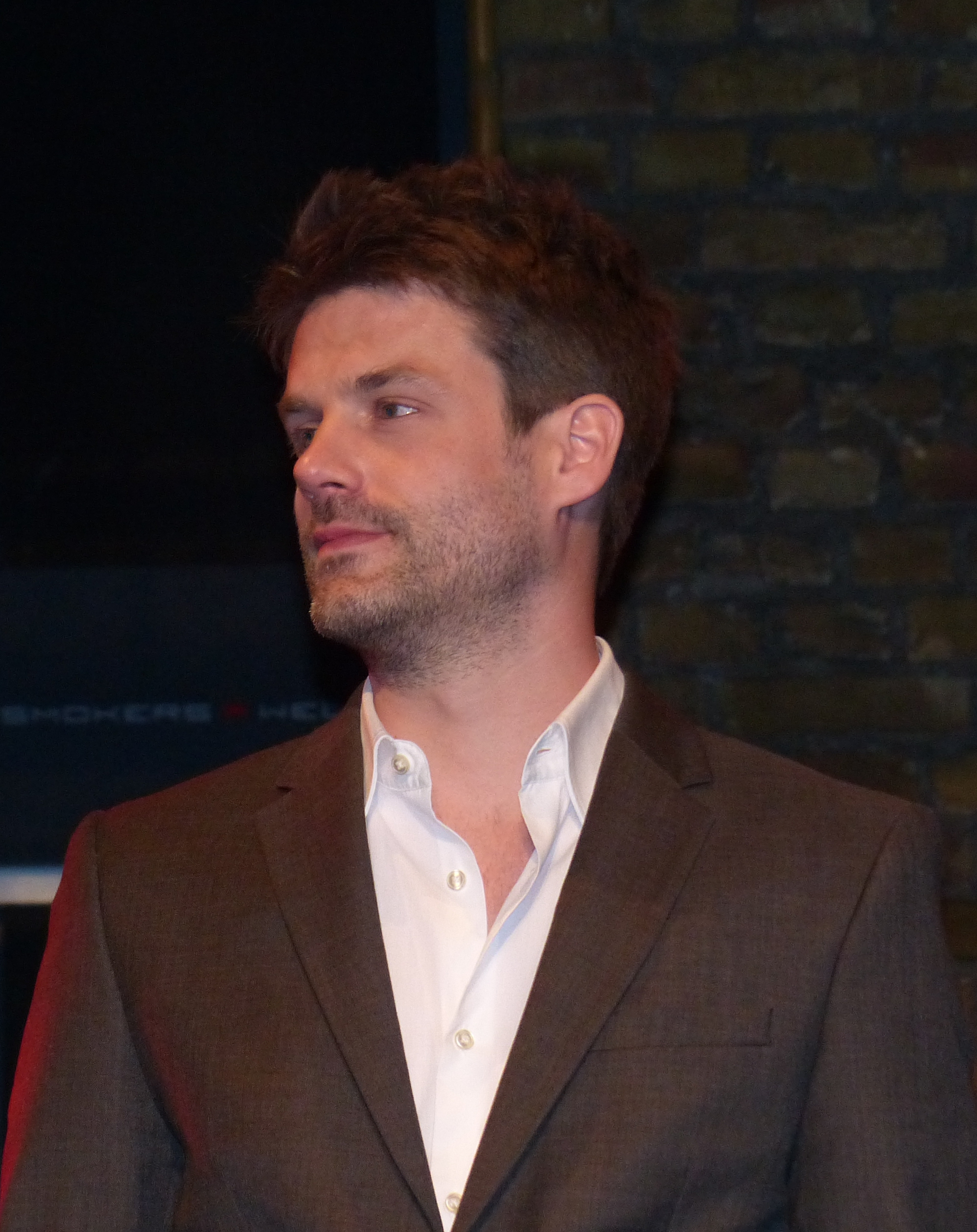
Sebastian Schlemmer auf der Jubiläumsfeier zu 18 Jahren Verbotene Liebe in Düsseldorf (2013)

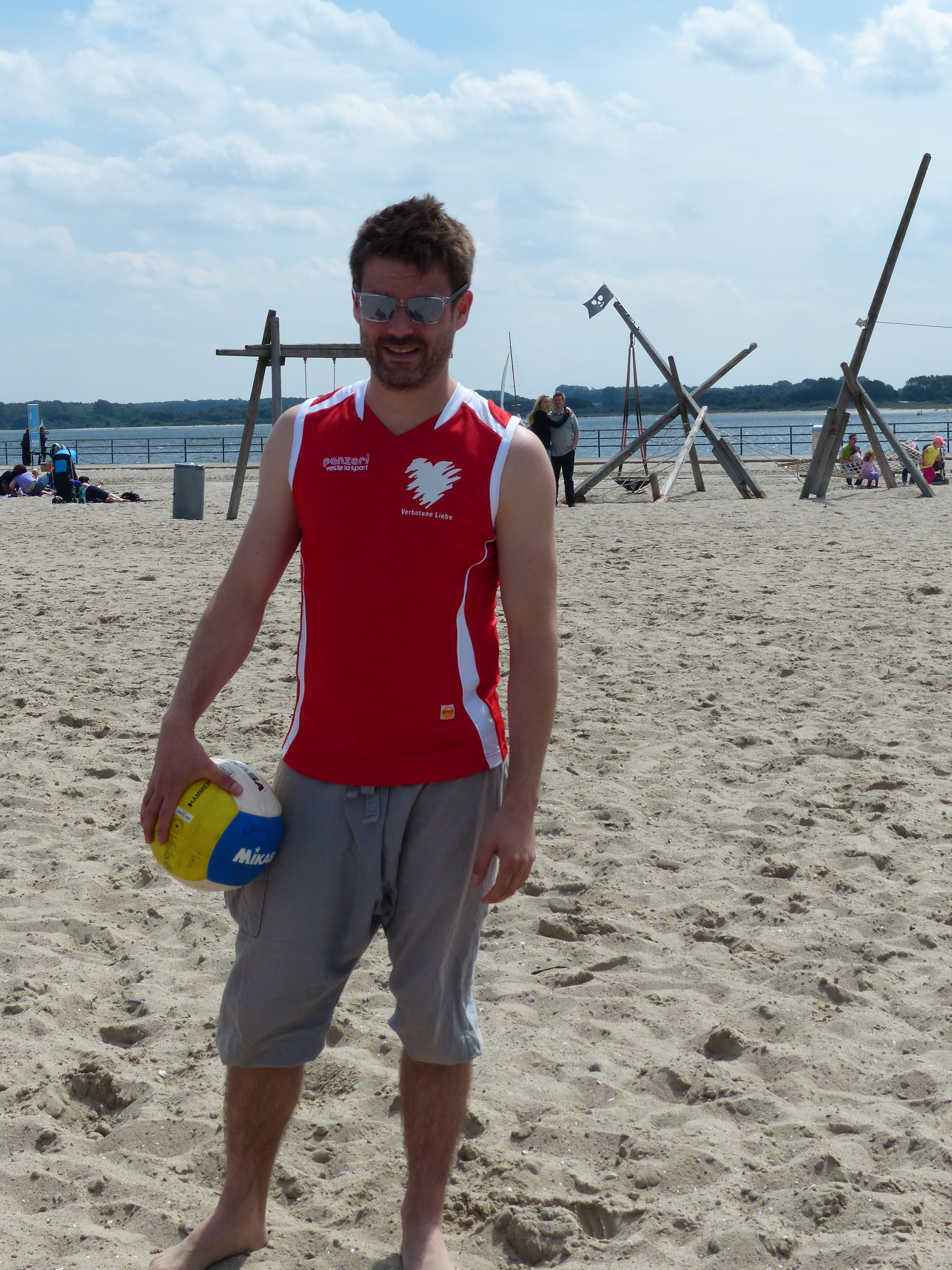
Sebastian Schlemmer beim Beachvolleyball-Starcup 2013

Sebastian Schlemmer (* 6. November 1978 in Euskirchen) ist ein deutscher Schauspieler und Synchronsprecher.

## Leben
Seit dem 19. Oktober 2009 spielte er die Hauptrolle des Sebastian von Lahnstein in der ARD-Seifenoper Verbotene Liebe, die zuvor von Joscha Kiefer verkörpert wurde. 2007 verkörperte er bereits die Nebenrolle Florian Müller in den Folgen 2895–2924 der Serie.
Schlemmer lebt in Köln.

## Filmografie (Auswahl)
- 2004: Erinnerung (Kurzfilm)
- 2004: Goodbye (Kurzfilm)
- 2005: Lonely Souls (Kurzfilm)
- 2007–2015: Verbotene Liebe (Fernsehserie, 838 Folgen)
- 2008: 4 Singles (Fernsehserie)
- 2008: 112 – Sie retten dein Leben
- 2011: Nur 5 Minuten (Kurzfilm)
- 2014: In aller Freundschaft (Fernsehserie, 1 Folge)
- 2017: Backyard Love (Kurzfilm)
- 2018: Heldt (Fernsehserie)
- 2018: Rentnercops (Fernsehserie, Staffel 3, Folge 13)
- 2020: Alarm für Cobra 11 – Die Autobahnpolizei
- 2020: SOKO Köln (Fernsehserie, Staffel 19, Folge 01)

## Hörspiele (Auswahl)
- 2018: Brüder, 26-teilige Serie nach dem Roman von Hilary Mantel, WDR[1]
- 2020: Der V-Komplex, 8-teilige Serie von Dorian Steinhoff und Tilman Strasser, NDR[2]
- 2022: Anne Bonny. Die Piratin, 8-teilige Serie von Anne-M. Keßel, WDR[3]
- 2023: Slughunters – Jagd auf die Jäger, 5-teilige Serie von Bodo Traber, WDR[4]
- 2023: Boudicca. Die Keltenkriegerin, 8-teiliger Hörspiel-Podcast von Anne-M. Keßel, WDR[5]